# João Gervásio Bragança Moutinho
João Gervásio Bragança Moutinho (Lisboa, 12 de enero de 1998) es un futbolista portugués. Juega de defensa y su equipo es el Lech Poznań de la Ekstraklasa.

## Trayectoria
Nacido en Lisboa, entró a las inferiores del Sporting de Lisboa en 2008.
En 2017 se unió a los Akron Zips de la Universidad de Akron en la NCAA Division I de Estados Unidos. Jugó 24 encuentros por el equipo universitario y fue incluido en el equipo ideal de la temporada.
Fue seleccionado por Los Angeles FC en el primer lugar del SuperDraft de la MLS 2018. Debutó en la MLS el 5 de marzo de 2018 en la victoria por la mínima sobre el Seattle Sounders.
El 11 de diciembre de 2018 fue intercambiado al Orlando City por Mohamed El Monir. Jugó cuatro temporadas en Orlando.
El 2 de diciembre de 2022 fichó por tres años y medio por el Spezia Calcio de la Serie A de Italia.

## Estadísticas
Actualizado al último partido disputado el 24 de mayo de 2025.
| Club                            | Div.          | Temporada     | Liga  | Liga  | Copas nacionales | Copas nacionales | Copas internacionales | Copas internacionales | Total | Total |
| Club                            | Div.          | Temporada     | Part. | Goles | Part.            | Goles            | Part.                 | Goles                 | Part. | Goles |
| ------------------------------- | ------------- | ------------- | ----- | ----- | ---------------- | ---------------- | --------------------- | --------------------- | ----- | ----- |
| Los Angeles FC Estados Unidos   | 1.ª           | 2018          | 14    | 1     | 1                | 0                | —                     | —                     | 15    | 1     |
| Los Angeles FC Estados Unidos   | Total club    | Total club    | 14    | 1     | 1                | 0                | 0                     | 0                     | 15    | 1     |
| Orlando City Estados Unidos     | 1.ª           | 2019          | 16    | 0     | 2                | 0                | —                     | —                     | 18    | 0     |
| Orlando City Estados Unidos     | 1.ª           | 2020          | 12    | 1     | —                | —                | —                     | —                     | 12    | 1     |
| Orlando City Estados Unidos     | 1.ª           | 2021          | 20    | 0     | —                | —                | —                     | —                     | 20    | 0     |
| Orlando City Estados Unidos     | 1.ª           | 2022          | 29    | 2     | 5                | 0                | —                     | —                     | 34    | 2     |
| Orlando City Estados Unidos     | Total club    | Total club    | 77    | 3     | 7                | 0                | 0                     | 0                     | 84    | 3     |
| Spezia Calcio · Italia          | 1.ª           | 2022-23       | 4     | 0     | 1                | 0                | —                     | —                     | 5     | 0     |
| Spezia Calcio · Italia          | 2.ª           | 2023-24       | 5     | 0     | 1                | 0                | —                     | —                     | 6     | 0     |
| Spezia Calcio · Italia          | Total club    | Total club    | 9     | 0     | 2                | 0                | 0                     | 0                     | 11    | 0     |
| Jagiellonia Białystok · Polonia | 1.ª           | 2024-25       | 28    | 0     | 2                | 0                | 15                    | 0                     | 45    | 0     |
| Jagiellonia Białystok · Polonia | Total club    | Total club    | 28    | 0     | 2                | 0                | 15                    | 0                     | 45    | 0     |
| Lech Poznań · Polonia           | 1.ª           | 2025-26       | 0     | 0     | 0                | 0                | 0                     | 0                     | 0     | 0     |
| Lech Poznań · Polonia           | Total club    | Total club    | 0     | 0     | 0                | 0                | 0                     | 0                     | 0     | 0     |
| Total carrera                   | Total carrera | Total carrera | 128   | 4     | 12               | 0                | 15                    | 0                     | 155   | 4     |

## Palmarés

### Títulos nacionales
| Título                   | Club                  | País           | Año  |
| ------------------------ | --------------------- | -------------- | ---- |
| Lamar Hunt U.S. Open Cup | Orlando City          | Estados Unidos | 2022 |
| Supercopa de Polonia     | Jagiellonia Białystok | Polonia        | 2024 |

### Distinciones individuales
| Distinción                             | Año  |
| -------------------------------------- | ---- |
| MAC: Novato del año                    | 2017 |
| Equipo ideal del United Soccer Coaches | 2017 |